# Tiberius Claudius Frontinus Niceratus

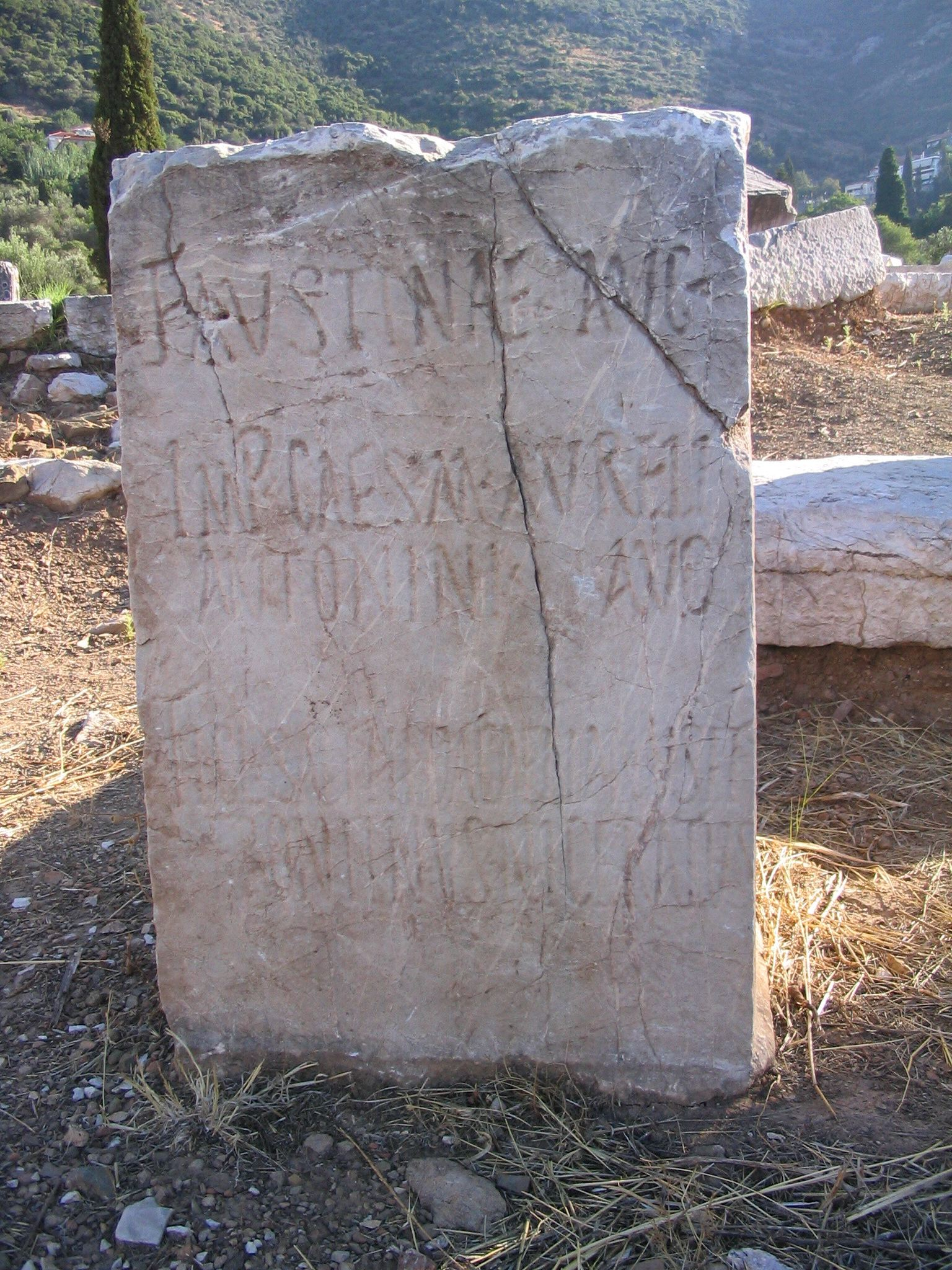
Eine der Inschriften aus Messene

Tiberius Claudius Frontinus Niceratus war ein im 2. Jahrhundert n. Chr. lebender Angehöriger des römischen Senatorenstandes. Durch eine Inschrift, die in Abellinum gefunden wurde, ist seine Laufbahn bekannt.
Niceratus übte zunächst das Amt eines Xvir stlitibus iudicandis im Rahmen des Vigintivirats aus. Danach leistete er seinen Militärdienst als Tribunus laticlavius in der Legio IIII Flavia, die ihr Hauptlager in Singidunum in Moesia superior hatte. Im Anschluss wurde er Quaestor in der Provinz Achaea.
Nach Rom zurückgekehrt, war Niceratus nacheinander Ab actis senatus, Aedilis curulis und Praetor. Durch eine weitere Inschrift aus Abellinum ist belegt, dass er danach noch Kommandeur (Legatus legionis) einer nicht genannten Legion wurde.
Niceratus war in der Tribus Quirina eingeschrieben und in Abellinum Patron. Er war der Sohn von Tiberius Claudius Frontinus, einem Suffektkonsul. Sein Bruder war Tiberius Claudius Saethida Caelianus. Er hatte einen Sohn namens Tiberius Claudius Saethida Cethegus Frontinus; möglicherweise war Claudia Cethegilla seine Tochter. Gemeinsam mit seinem Bruder ließ er in Messene drei Inschriften zu Ehren der beiden Kaiser Mark Aurel und Lucius Verus errichten; auf den Sockeln mit den Inschriften standen ursprünglich noch Bronzestatuen der Geehrten.

## Datierung
Bei der Epigraphik-Datenbank Clauss-Slaby werden die Inschriften aus Abellinum auf 164/169 und die Inschriften aus Messene auf 163/164 datiert.